# Fatsia
Fatsia Decne. & Planch., 1854 è un genere di piante della famiglia delle Araliacee.

## Tassonomia
Il genere comprende le seguenti specie:
- Fatsia japonica (Thunb.) Decne. & Planch.
- Fatsia oligocarpella Koidz.
- Fatsia polycarpa Hayata